# Flagge Gotlands

Offizielle Flagge der schwedischen Provinz Gotland

Darstellung mit Danebrogswimpel aus dem 17. Jh., angefertigt für die Beerdigung Karl X. Gustavs

Die offizielle Flagge Gotlands (schwedisch: Gotlandsflaggan) ist ein quadratischer Wappenbanner mit dem Wappen der schwedischen Provinz Gotland als Motiv.
Auf blauem Grund befindet sich ein stehender silberner Widder mit goldtingierter Bewehrung. Der Widder hält eine goldene Kreuzstange mit einem roten Banner, der mit einer fünfzipfligen goldenen Borte abschließt.
Die Flagge wurde 1990 vom schwedischen Reichsarchiv eingeführt und basiert auf dem gotländischen Wappen, das 1936 vom schwedischen König Gustav V. genehmigt wurde. Eine Version von 1884 hatte statt des Widders einen Agnus Dei, d. h. ein Osterlamm mit Siegesfahne.

## Inoffizielle Flagge

Inoffizielle Flagge Gotlands

Daneben gibt es eine inoffizielle Version der Flagge Gotlands. Sie ist eine skandinavische Kreuzflagge, wie man sie überwiegend in den nordischen Ländern findet. Der gelbe Grund ist mit einem grünen Kreuz belegt. Der gelbe Hintergrund steht für die vielen Felder, den fruchtbaren Boden, die Strände der Insel und die Sonne, die Farbe des grünen Kreuzes repräsentiert das Grün und den Wald in der Mitte des Landes.
Der Entwurf wurde 1991 vorgeschlagen und orientiert sich an der inoffiziellen Flagge Ölands, um die Gemeinsamkeit als eine der zwei großen schwedischen Ostseeinseln zu demonstrieren. Mit umgekehrter Farbstellung (gelbes Kreuz auf grünem Grund) ähnelt die öländische der gotländischen Flagge.